# Philip Jeck
Pour les articles homonymes, voir Jeck.
Philip Jeck (né le 15 novembre 1952 en Angleterre et mort le 25 mars 2022) est un compositeur électro-acoustique britannique. 
Il a étudié les arts graphiques au College of Dartington.
Son œuvre Vinyl Requiem a obtenu le Time Out Performance Award en 1993.
Dans ses performances, Philip Jeck utilise des platines de disques vinyle, et des appareils électroniques (tables de mixage, mini-disc). Pour la représentation de Vinyl requiem, il utilisa 180 platines, 12 projecteurs de diapositives et 2 projecteurs de cinéma.
Son travail se situe dans la continuité de celui de compositeurs comme Pierre Schaeffer et Pierre Henry.

## Discographie partielle
- (1995) Loopholes (Touch)
- (1999) Surf (Touch)
- (2000) Vinyl Coda I-III (2 CD) (Intermedium Records)
- (2000) Live in Tokyo (Touch)
- (2001) Vinyl Coda IV (Intermedium Records)
- (2002) Soaked avec Jacob Kirkegaard (Touch)
- (2002) Stoke (Touch)
- (2004) 7 (Touch)
- (2004) Songs for Europe avec Janek Schaefer (Asphodel)
- (2005) From The Archives (Touch)
- (2007) The Sinking Of The Titanic avec Alter Ego et Gavin Bryars (Touch)
- (2008) Sand (Touch)
- (2008) Suite. Live in Liverpool (Touch)
- (2010) Spliced avec Marcus Davidson (Touch)
- (2010) An ark for the listener (Touch)
- (2015) Cardinal (Touch)
- (2017) Iklectik (Touch)